# Вашку Фаїска
Вашку Фаїска (порт. Vasco Faísca, нар. 27 серпня 1980, Лісабон) — португальський футболіст, що грав на позиції захисника. По завершенні ігрової кар'єри — тренер. З 2023 року очолює тренерський штаб команди «Белененсеш».

## Клубна кар'єра
Народився 27 серпня 1980 року в місті Лісабон. Вихованець юнацьких команд футбольних клубів «Фаренсе» та «Спортінг». Не пробившись до першої команди лісабонців, здавався в оренду у нижчоліговий «Лоуріньяненсе», де провів два сезони.
Влітку 2000 року перейшов до італійської «Віченци». У першому сезоні був запасним гравцем, зігравши лише в одному матчі Серії А, але після вильоту команди до другого дивізіону став основним гравцем, провівши за команду з Віченци ще три сезони своєї ігрової кар'єри.
Сезон 2004/05 відіграв за «Академіку», зігравши 32 матчі, після чого приєднався до іншої португальської команди «Белененсеш», в якій до 2007 року провів лише 24 матчі, не забив жодного гола. 
Він повернувся до Італії в січні 2007 року, приєднавшись до команди Серії C1 «Падова» та 2009 року допоміг команді вийти до Серії Б, де провів ще один рік. 31 серпня 2010 року Фаїска перейшов до іншої команди другого італійського дивізіону «Асколі». Наприкінці сезону 2012/13 років клуб вилетів, після чого розірвав контракт з «Асколі», який тривав ще один рік.
У сезоні 2013/14 грав у Греції за «Платаніас», а потім знову повернувся до Італії і протягом захищав кольори клубів третього італійського дивізіону «Матера», «Мачератезе» та «Віртус Франкавілла», де і завершив ігрову кар'єру у 2017 році.

## Виступи за збірну
Виступав у складі юнацьких збірних і став чемпіоном Європи серед юніорів до 18 років 1999 року у Швеції, а з командою до 20 років був учасником Турніру в Тулоні.
Протягом 2001—2002 років залучався до складу молодіжної збірної Португалії, з якою був учасником молодіжного чемпіонату Європи 2002 року у Швейцарії, на якому португальці не подолали груповий етап. Всього на молодіжному рівні зіграв у 15 офіційних матчах.

## Кар'єра тренера
По завершенні кар'єри гравця розпочав тренерську кар'єру, і став працювати з молодіжною командою «Віаненсе», а потім асистентом головного тренера у «Вілафранкенсе». 
5 лютого 2019 року був призначений головним тренером «Ольяненсі» з третього дивізіону, а 27 грудня того ж року Фаїска очолив команду «Брага Б» в тій же лізі, підписавши угоду до літа 2022 року. У цій команді він замінив Рубена Аморіма, який був підвищений до першої команди. 
Влітку 2021 року Фаїска очолив «Алверку», яку покинув вже у жовтні, а у грудні того ж року очолив клуб «Фаренсе», де працював до 3 лютого 2023 року.
6 листопада 2023 року очолив тренерський штаб команди «Белененсеш».

## Статистика виступів

### Статистика клубних виступів
| Сезон                  | Команда                | Чемпіонат              | Чемпіонат | Чемпіонат | Національний кубок | Національний кубок | Національний кубок | Єврокубки | Єврокубки | Єврокубки | Інші змагання | Інші змагання | Інші змагання | Усього | Усього |
| Сезон                  | Команда                | Ліга                   | Ігор      | Голів     | Ліга               | Ігор               | Голів              | Ліга      | Ігор      | Голів     | Ліга          | Ігор          | Голів         | Ігор   | Голів  |
| ---------------------- | ---------------------- | ---------------------- | --------- | --------- | ------------------ | ------------------ | ------------------ | --------- | --------- | --------- | ------------- | ------------- | ------------- | ------ | ------ |
| 2000–01                | «Віченца»              | A                      | 1         | 0         | КІ                 | 0                  | 0                  | -         | -         | -         | -             | -             | -             | 1      | 0      |
| 2001–02                | «Віченца»              | B (ІІ)                 | 17        | 0         | КІ                 | 1                  | 0                  | -         | -         | -         | -             | -             | -             | 18     | 0      |
| 2002–03                | «Віченца»              | B (ІІ)                 | 30        | 0         | КІ                 | 4                  | 0                  | -         | -         | -         | -             | -             | -             | 34     | 0      |
| 2003–04                | «Віченца»              | B (ІІ)                 | 34        | 1         | КІ                 | 1                  | 0                  | -         | -         | -         | -             | -             | -             | 35     | 1      |
| Усього за «Віченцу»    | Усього за «Віченцу»    | Усього за «Віченцу»    | 82        | 1         |                    | 6                  | 0                  |           | -         | -         |               | -             | -             | 88     | 1      |
| 2004–05                | «Академіка»            | ПЛ                     | 30        | 0         | КП                 | 0                  | 0                  | -         | -         | -         | -             | -             | -             | 30     | 0      |
| 2005–06                | «Белененсеш»           | ПЛ                     | 20        | 0         | КП                 | 1                  | 0                  | -         | -         | -         | -             | -             | -             | 21     | 0      |
| 2006-січ. 2007         | «Белененсеш»           | ПЛ                     | 2         | 0         | КП                 | 1                  | 0                  | -         | -         | -         | -             | -             | -             | 3      | 0      |
| Усього за «Белененсеш» | Усього за «Белененсеш» | Усього за «Белененсеш» | 22        | 0         |                    | 2                  | 0                  |           | -         | -         |               | -             | -             | 24     | 0      |
| січ.-черв. 2007        | «Падова»               | C1 (ІІІ)               | 13        | 0         | CI-C               | 0                  | 0                  | -         | -         | -         | -             | -             | -             | 13     | 0      |
| 2007–08                | «Падова»               | C1 (ІІІ)               | 27        | 0         | КІ-C               | 0                  | 0                  | -         | -         | -         | -             | -             | -             | 27     | 0      |
| 2008–09                | «Падова»               | 1Д (ІІІ)               | 32+4      | 0         | КІ+КІ-ЛП           | 4+0                | 0                  | -         | -         | -         | -             | -             | -             | 40     | 0      |
| 2009–10                | «Падова»               | B (ІІ)                 | 32+2      | 0         | КІ                 | 0                  | 0                  | -         | -         | -         | -             | -             | -             | 34     | 0      |
| Усього за «Падову»     | Усього за «Падову»     | Усього за «Падову»     | 104+6     | 0         |                    | 4                  | 0                  |           | -         | -         |               | -             | -             | 114    | 0      |
| 2010–11                | «Асколі»               | B (ІІ)                 | 33        | 2         | КІ                 | 1                  | 0                  | -         | -         | -         | -             | -             | -             | 34     | 2      |
| 2011–12                | «Асколі»               | B (ІІ)                 | 41        | 0         | КІ                 | 2                  | 0                  | -         | -         | -         | -             | -             | -             | 43     | 0      |
| 2012–13                | «Асколі»               | B (ІІ)                 | 38        | 1         | КІ                 | 2                  | 0                  | -         | -         | -         | -             | -             | -             | 40     | 1      |
| Усього за «Асколі»     | Усього за «Асколі»     | Усього за «Асколі»     | 112       | 3         |                    | 5                  | 0                  |           | -         | -         |               | -             | -             | 117    | 3      |
| 2013–14                | «Платаніас»            | СЛ                     | 26        | 1         | КГ                 | 1                  | 0                  | -         | -         | -         | -             | -             | -             | 27     | 1      |
| 2014–15                | «Матера»               | ЛП (ІІІ)               | 25+3      | 0         | КІ-ЛП              | 3                  | 0                  | -         | -         | -         | -             | -             | -             | 31     | 0      |
| 2015–16                | «Мачератезе»           | ЛП (ІІІ)               | 34+1      | 1         | КІ-ЛП              | 2                  | 0                  | -         | -         | -         | -             | -             | -             | 37     | 1      |
| 2016–17                | «Віртус Франкавілла»   | ЛП (ІІІ)               | 18        | 0         | КІ-ЛП              | 2                  | 0                  | -         | -         | -         | -             | -             | -             | 20     | 0      |
| Усього за кар'єру      | Усього за кар'єру      | Усього за кар'єру      | 463       | 6         |                    | 25                 | 0                  |           | -         | -         |               | -             | -             | 488    | 6      |